# Jürgen Antoni
Jürgen Antoni (* 29. April 1964 in Balve) ist ein deutscher Politiker (SPD, AfD). Von 2009 bis 2010 war er Mitglied im Landtag von Nordrhein-Westfalen.

## Leben
Antoni erreichte im Jahr 1984 auf dem zweiten Bildungsweg sein Fachabitur und schlug eine Laufbahn bei der Polizei ein. Er trat im Jahr 1990 der SPD bei und wurde Vorsitzender des SPD-Ortsvereins Balve. Dem Rat der Stadt Balve gehörte er von 1994 bis 2004 an. Dort war er Vorsitzender im Ausschuss für Schule, Kultur und Sport. Seit 1990 ist er Mitglied der Gewerkschaft der Polizei (GdP). Am 2. November 2009 rückte er für den Abgeordneten Michael Groschek, der in den Bundestag gewählt wurde, in den Landtag von Nordrhein-Westfalen nach, schied aber nach der Landtagswahl im Mai 2010 wieder aus dem Parlament aus. Dort war er ordentliches Mitglied im Ausschuss für Innovation, Wissenschaft, Forschung und Technologie und im Kulturausschuss.
Antoni trat im Februar 2014 in die Alternative für Deutschland ein und kandidierte auf ihrem 2. Bundesparteitag als stellvertretender Sprecher bzw. Beisitzer des Bundesvorstands.
Antoni war bis Ende Januar 2022 Kreissprecher der AfD im Hochsauerlandkreis und wurde von Marco Kleine abgelöst.